# نيكولا برناردي
نيكولا برناردي (بالفرنسية: Nicolas Bernardi)‏ مواليد 16 مايو 1976، هو سائق راليات فرنسي بدأ مسيرته في سنة 1998. كان أول رالي له هو رالي مونت كارلو 1998. تنافس في بطولة العالم للراليات.

## فرق مثلها
- بيجو
- سوزوكي

## روابط خارجية
- نيكولا برناردي على موقع Rallye-info.com (الإنجليزية)
- نيكولا برناردي على موقع eWRC-results.com (الإنجليزية)